# Vozdvízhenskaya
Vozvízhenskaya (del ruso: Воздви́женская), es una stanitsa del raión de Kurgáninsk del krai de Krasnodar, en Rusia. Está situada en la orilla derecha del río Labá, tributario del Kubán, frente a la desembocadura del Fars, 44 km al noroeste de Kurgáninsk y 89 km al este de Krasnodar. Tenía 1 609 habitantes en 2010
Es cabeza del municipio Vozvízhenskoye, al que pertenece asimismo Sujói Kut.

## Historia
La localidad fue fundada por cosacos en 1843 en el marco de la construcción de una nueva línea defensiva a lo largo del Labá en la Guerra del Cáucaso. En 1890 tenía 5 154 habitantes. Hasta 1920 pertenecía al otdel de Maikop del óblast de Kubán.